# Rüti bei Riggisberg
Rüti bei Riggisberg (toponimo tedesco) è una frazione di 350 abitanti del comune svizzero di Riggisberg, nel Canton Berna (regione di Berna-Altipiano svizzero, circondario di Berna-Altipiano svizzero).

## Storia

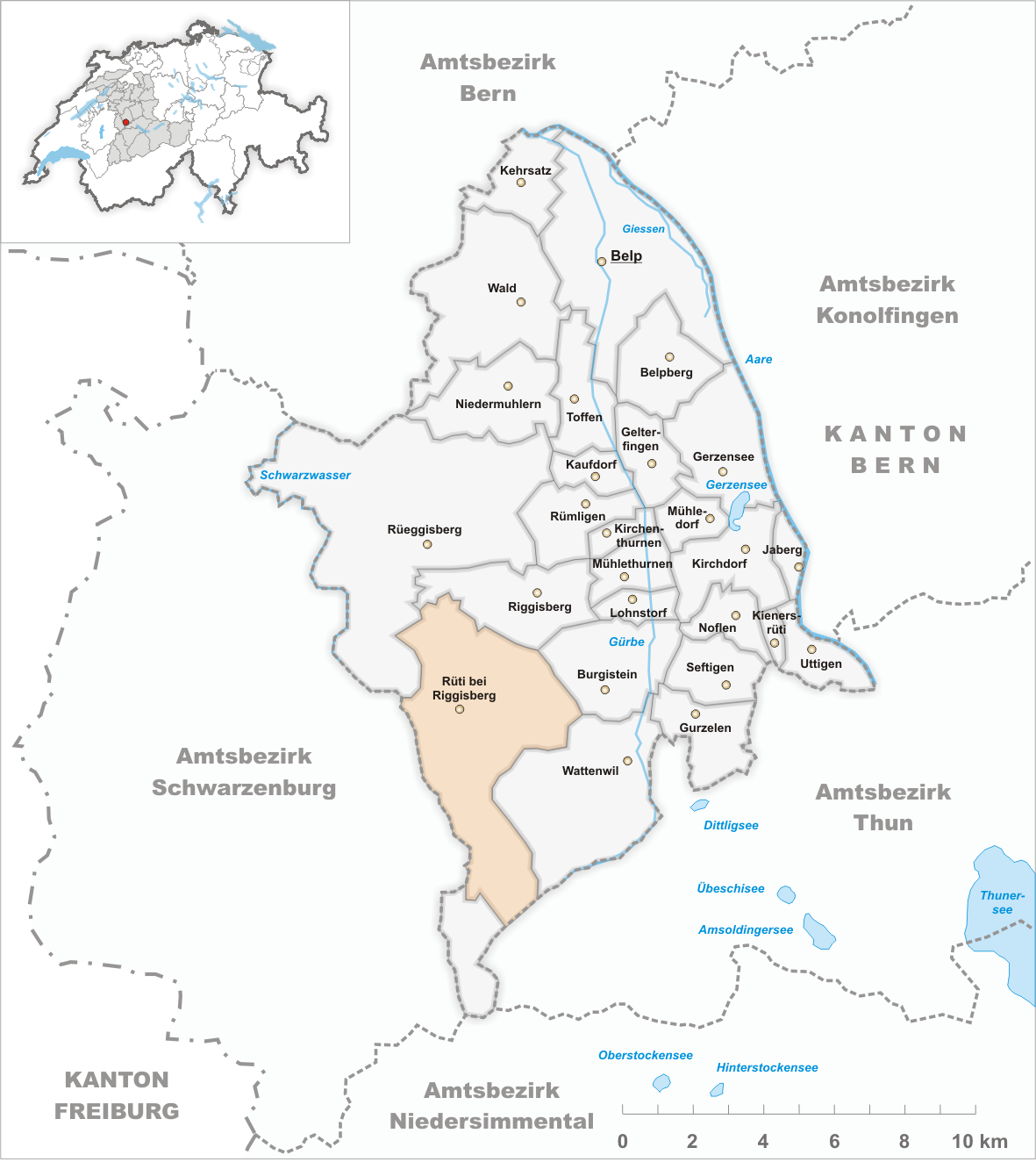
Il territorio del comune di Rüti bei Riggisberg prima degli accorpamenti comunali del 2008

Già comune autonomo appartenente al distretto di Seftigen, che si estendeva per 22,17 km² e che comprendeva anche le frazioni di Dörfli, Dürrbach, Holenweg, Laas, Oberer Stutz, Plötsch e Stalden, il 1º gennaio 2009 è stato accorpato a Riggisberg.

## Società

### Evoluzione demografica
L'evoluzione demografica è riportata nella seguente tabella:
Abitanti censiti

## Amministrazione
Ogni famiglia originaria del luogo fa parte del cosiddetto comune patriziale e ha la responsabilità della manutenzione di ogni bene ricadente all'interno dei confini del comune.